# NGC 1526
NGC 1526 ist eine Balken-Spiralgalaxie vom Hubble-Typ SBbc im Sternbild Reticulum am Südsternhimmel. Sie ist schätzungsweise 231 Millionen Lichtjahre von der Milchstraße entfernt und hat einen Durchmesser von etwa 55.000 Lichtjahren.
Das Objekt wurde am 2. November 1834 von John Herschel entdeckt.